# Bang Na
Bang Na (thailändisch บางนา, bāːŋ nāː) ist einer der 50 Bezirke (Khet) in Bangkok, der Hauptstadt von Thailand.

## Geographie
Die benachbarten Bezirke sind im Uhrzeigersinn von Norden aus: Phra Khanong und Prawet, in der Provinz Samut Prakan liegen Amphoe Bang Phli, Amphoe Mueang Samut Prakan und Amphoe Phra Pradaeng.

## Geschichte
Bang Na war einst ein Unterbezirk von Phra Khanong. Am 6. März 1998 wurde es ein eigener Bezirk.

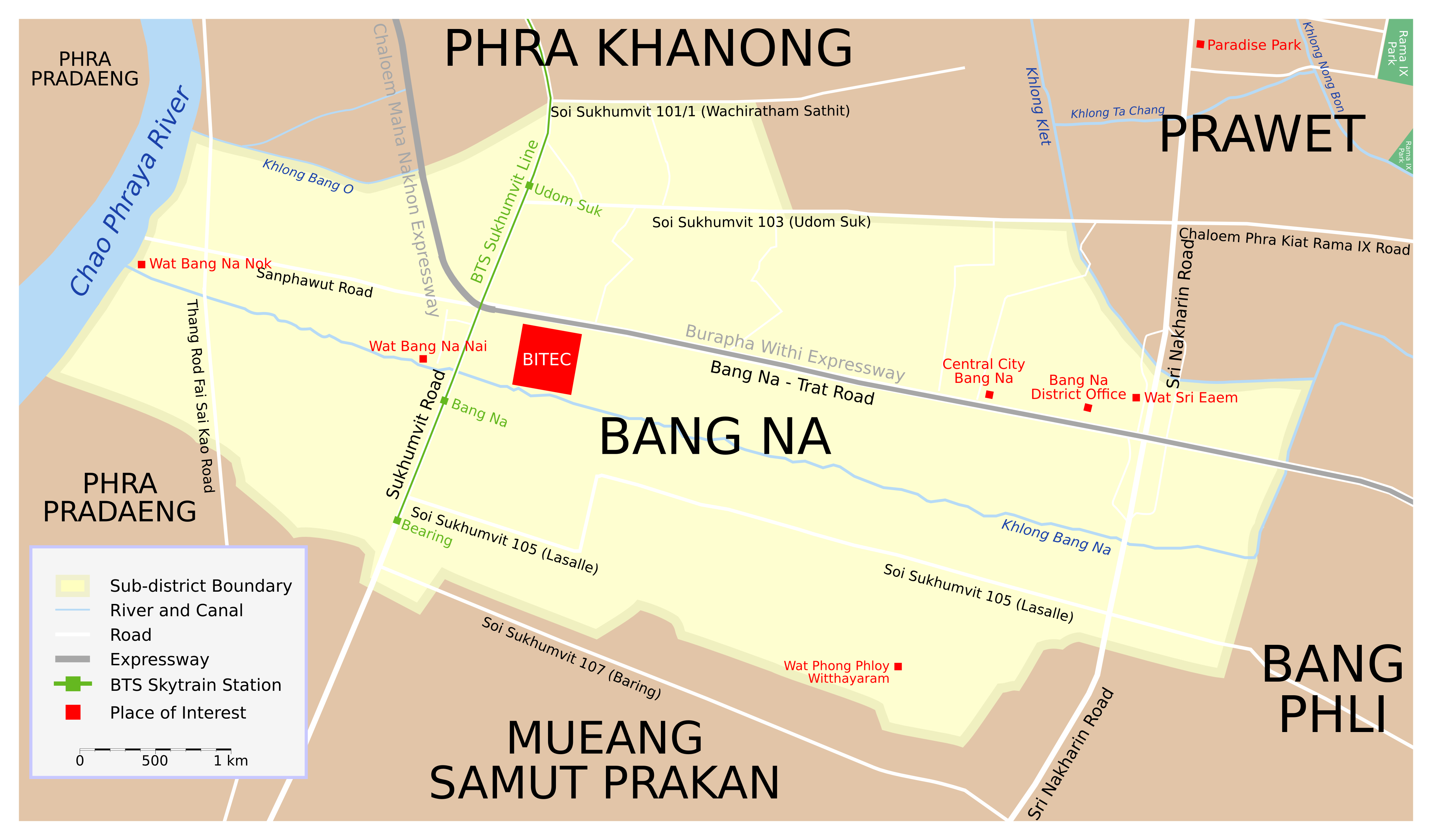
Karte des Distrikts Bang Na

## Wichtige Tempel
- Wat Bang Na Nai (วัดบางนาใน)
- Wat Bang Na Nok (วัดบางนานอก)
- Wat Sri Iam (วัดศรีเอี่ยม)
- Wat Pong Ploy Wittayaram (วัดผ่องพลอยวิทยาราม)

## Wirtschaft
- BITEC (Bangkok International Trade and Exhibition Centre)

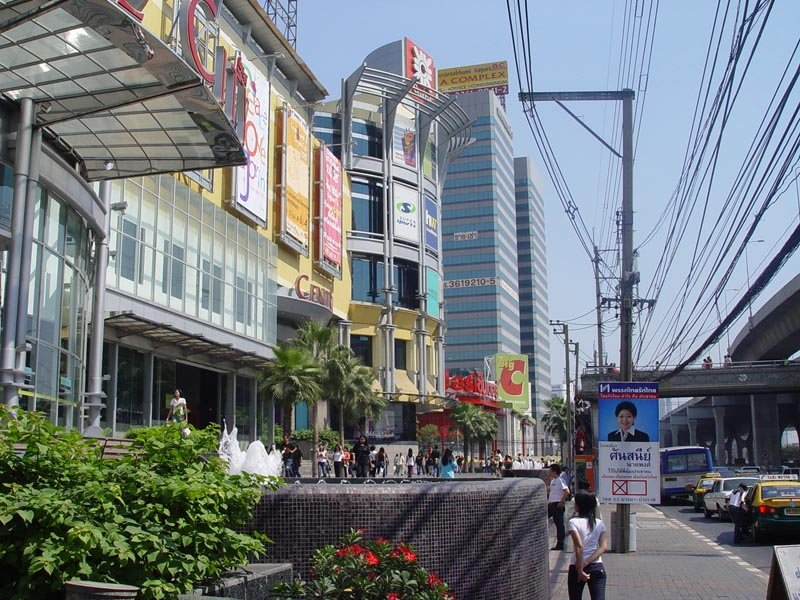
Central City Bang Na

## Einkaufen
- Central City Bang Na

## Transport
Die Verlängerung der Sukhumvit-Linie des Bangkok Skytrain von On Nut nach Bearing (Sukhumvit Soi 107) wurde am 12. August 2011 in Betrieb genommen. Durch diese Verlängerung befinden sich drei neue Stationen in Bang Na: Udom Suk, Bang Na und Bearing.

## Verwaltung
Der Bezirk hat nur einen einzigen Unterbezirk (Khwaeng):
| Nr. | Name Khwaeng | Thai  | Einw.  |
| --- | ------------ | ----- | ------ |
| 1.  | Bang Na      | บางนา | 95.204 |